# Ophraella notulata
Ophraella notulata är en skalbaggsart som först beskrevs av Fabricius 1801.  Ophraella notulata ingår i släktet Ophraella och familjen bladbaggar. Inga underarter finns listade i Catalogue of Life.